# بزرگراه میان‌ایالتی ۶۹

نشان بزرگراه میان‌ایالتی ۶۹

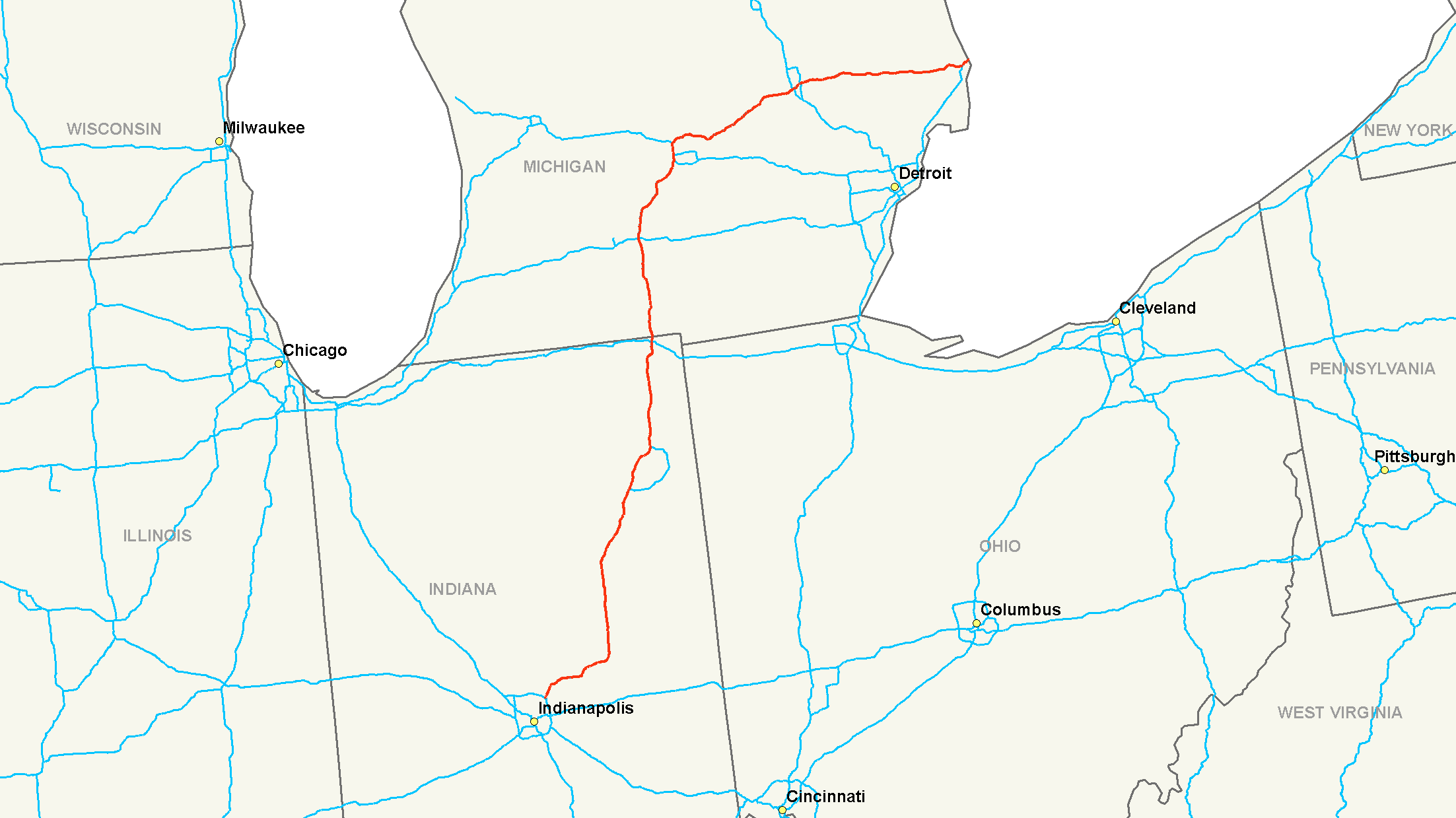
نقشه بزرگراه میان‌ایالتی ۶۹

بزرگراه میان ایالتی ۶۹ (به انگلیسی: Interstate-69، مخفف:I-69) یکی از بزرگراه‌های میان ایالتی آمریکاست؛ که مسیر شمالی-جنوبی داشته و زیرمجموعه دارد.